# Diocèse d'Andong
Le diocèse d'Andong (en latin : dioecesis Andongensis ; en coréen : 천주교 안동교구) est une Église particulière de l'Église catholique en Corée du Sud.

## Territoire
Le diocèse couvre les villes de Mungyeong, Sangju, Andong et Yeongju et les districts de Bonghwa, Yeongdeok, Yeongyang, Yecheon, Uljin, Uiseong et Cheongsong.

## Histoire
Le diocèse est érigé le 29 mai 1969 par la constitution apostolique Quae in Actibus du pape Paul VI.

## Cathédrale
La cathédrale d'Andong, dédiée à l'Immaculée Conception, est la cathédrale du diocèse.

## Évêques
- 1969-1990 : René Dupont
- 1990-2000 : Ignatius Pak Sok-hi (fi)
- depuis 2001 : John Chrisostom Kwon Hyeok-ju